# Celeste Ng

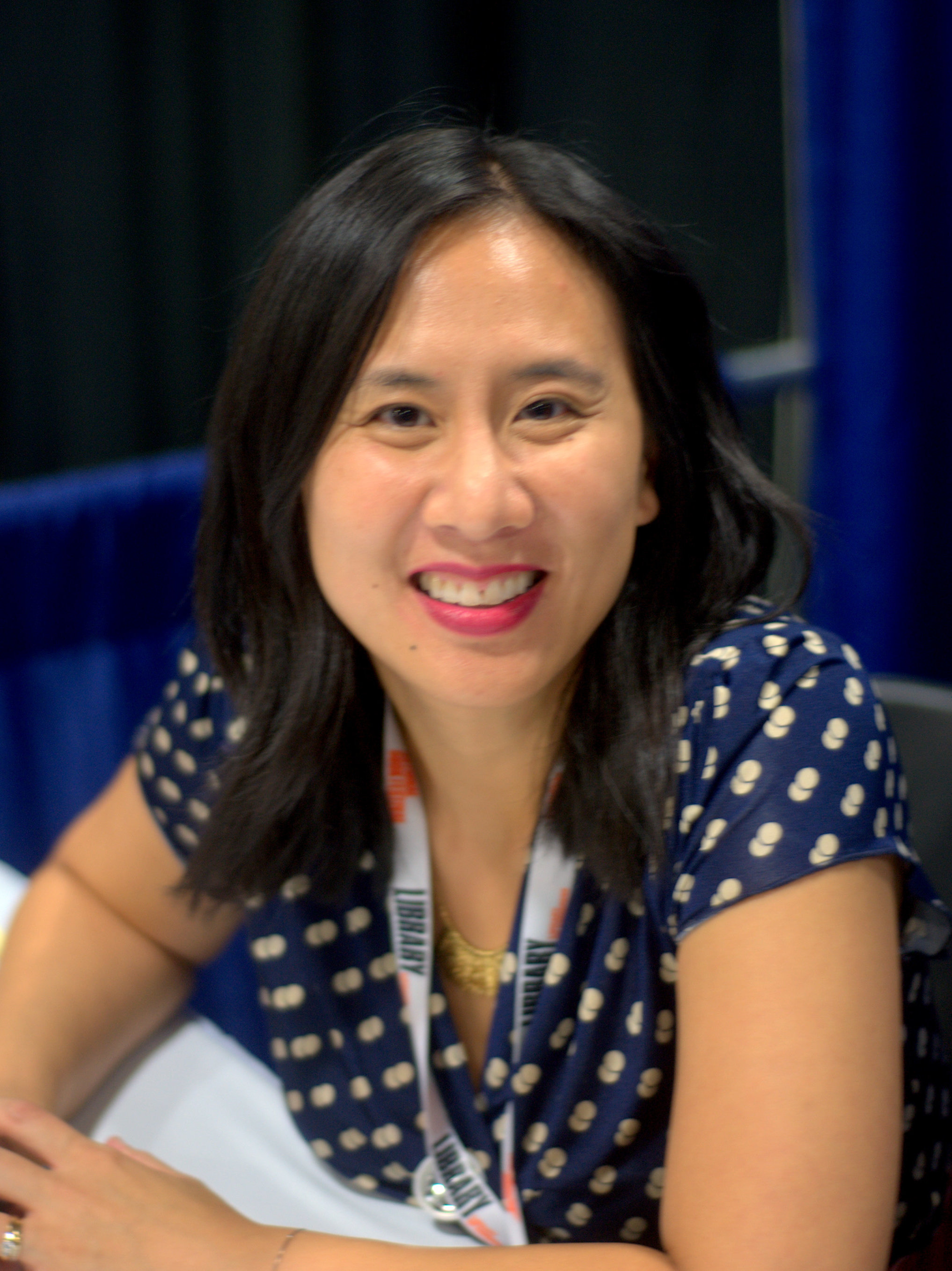
Celeste Ng (2018)

Celeste Ng [sɪˈlest ɪŋ] (* 30. Juli 1980 in Pittsburgh) ist eine US-amerikanische Schriftstellerin.

## Leben
Celeste Ngs Eltern wanderten von Hongkong in die USA ein. Sie arbeiteten zunächst in Pittsburgh als Physiker und Chemikerin und wohnten in einer Vorstadt. Als Ng zehn Jahre alt war, zogen ihre Eltern nach Shaker Heights, einem Vorort von Cleveland, ebenfalls ein Platz, an dem die wirtschaftliche und gesellschaftliche Depression des Rust Belt spürbar war. Sie hat eine elf Jahre ältere Schwester. Ng studierte Englisch an der Harvard University (B.A. 2002) und Kreatives Schreiben an University of Michigan (Master of Fine Arts).
Für ihre Kurzgeschichte What Passes Over gewann sie den Hopwood Award und für die Kurzgeschichte Girls, at Play 2012 den Pushcart Prize. Ihr erster Roman Everything I Never Told You von 2014 avancierte zum Bestseller und wurde das Amazon Best Book of the Year. Übersetzungen erschienen in zahlreichen Sprachen. Auch ihr zweiter Roman Little Fires Everywhere gelangte kurz nach Erscheinen 2017 auf die New York Times-Bestsellerliste.
Ng lebt mit Mann und Sohn in Cambridge, Massachusetts.

## Verfilmungen
Die 8-teilige Miniserie Little Fires Everywhere, die 2020 erschien, basiert auf ihrem gleichnamigen Roman.

## Werke
- Everything I never told you. Penguin Press, New York 2014.
  - Was ich euch nicht erzählte. Roman. Aus dem amerikanischen Englisch von Brigitte Jakobeit, dtv, München 2016, ISBN 978-3-423-28075-4.
- Little Fires Everywhere. Penguin Press, New York 2017.
  - Kleine Feuer überall. Roman. Aus dem amerikanischen Englisch von Brigitte Jakobeit. dtv, München 2018, ISBN 978-3-423-28156-0.
- Our Missing Hearts. Penguin, New York 2022, ISBN 978-0-593-49254-3.
  - Unsre verschwundenen Herzen. Roman. Aus dem amerikanischen Englisch von Brigitte Jakobeit. dtv, München 2022, ISBN 978-3-423-14880-1